# Single numer jeden w roku 1992 (USA)
Notowanie Billboard Hot 100 przedstawia najlepiej sprzedające się single w Stanach Zjednoczonych. Publikowane jest ono przez magazyn Billboard, a dane kompletowane są przez Nielsen SoundScan w oparciu o cotygodniowe wyniki sprzedaży cyfrowej oraz fizycznej singli, a także częstotliwość emitowania piosenek na antenach stacji radiowych.

## Historia notowania
| Data publikacji | Piosenka                          | Artysta                     |
| 4 stycznia      | „Black or White”                  | Michael Jackson             |
| 11 stycznia     | „Black or White”                  | Michael Jackson             |
| 18 stycznia     | „Black or White”                  | Michael Jackson             |
| 25 stycznia     | „All 4 Love”                      | Color Me Badd               |
| 1 lutego        | „Don’t Let the Sun Go Down on Me” | George Michael i Elton John |
| 8 lutego        | „I’m Too Sexy”                    | Right Said Fred             |
| 15 lutego       | „I’m Too Sexy”                    | Right Said Fred             |
| 22 lutego       | „I’m Too Sexy”                    | Right Said Fred             |
| 29 lutego       | „To Be with You”                  | Mr. Big                     |
| 7 marca         | „To Be with You”                  | Mr. Big                     |
| 14 marca        | „To Be with You”                  | Mr. Big                     |
| 21 marca        | „Save the Best for Last”          | Vanessa Williams            |
| 28 marca        | „Save the Best for Last”          | Vanessa Williams            |
| 4 kwietnia      | „Save the Best for Last”          | Vanessa Williams            |
| 11 kwietnia     | „Save the Best for Last”          | Vanessa Williams            |
| 18 kwietnia     | „Save the Best for Last”          | Vanessa Williams            |
| 25 kwietnia     | „Jump”                            | Kris Kross                  |
| 2 maja          | „Jump”                            | Kris Kross                  |
| 9 maja          | „Jump”                            | Kris Kross                  |
| 16 maja         | „Jump”                            | Kris Kross                  |
| 23 maja         | „Jump”                            | Kris Kross                  |
| 30 maja         | „Jump”                            | Kris Kross                  |
| 6 czerwca       | „Jump”                            | Kris Kross                  |
| 13 czerwca      | „Jump”                            | Kris Kross                  |
| 20 czerwca      | „I’ll Be There”                   | Mariah Carey                |
| 27 czerwca      | „I’ll Be There”                   | Mariah Carey                |
| 4 lipca         | „Baby Got Back”                   | Sir Mix-a-Lot               |
| 11 lipca        | „Baby Got Back”                   | sir Mix-a-Lot               |
| 18 lipca        | „Baby Got Back”                   | sir Mix-a-Lot               |
| 25 lipca        | „Baby Got Back”                   | sir Mix-a-Lot               |
| 1 sierpnia      | „Baby Got Back”                   | sir Mix-a-Lot               |
| 8 sierpnia      | „This Used to Be My Playground”   | Madonna                     |
| 15 sierpnia     | „End of the Road”                 | Boyz II Men                 |
| 22 sierpnia     | „End of the Road”                 | Boyz II Men                 |
| 29 sierpnia     | „End of the Road”                 | Boyz II Men                 |
| 5 września      | „End of the Road”                 | Boyz II Men                 |
| 12 września     | „End of the Road”                 | Boyz II Men                 |
| 19 września     | „End of the Road”                 | Boyz II Men                 |
| 26 września     | „End of the Road”                 | Boyz II Men                 |
| 3 października  | „End of the Road”                 | Boyz II Men                 |
| 10 października | „End of the Road”                 | Boyz II Men                 |
| 17 października | „End of the Road”                 | Boyz II Men                 |
| 24 października | „End of the Road”                 | Boyz II Men                 |
| 31 października | „End of the Road”                 | Boyz II Men                 |
| 7 listopada     | „End of the Road”                 | Boyz II Men                 |
| 14 listopada    | „How Do You Talk to an Angel”     | The Heights                 |
| 21 listopada    | „How Do You Talk to an Angel”     | The Heights                 |
| 28 listopada    | „I Will Always Love You”          | Whitney Houston             |
| 5 grudnia       | „I Will Always Love You”          | Whitney Houston             |
| 12 grudnia      | „I Will Always Love You”          | Whitney Houston             |
| 19 grudnia      | „I Will Always Love You”          | Whitney Houston             |
| 26 grudnia      | „I Will Always Love You”          | Whitney Houston             |